# Werner Schulz
Pour les articles homonymes, voir Schulz.
Ne doit pas être confondu avec Werner Schulze.
Werner Schulz, né le 22 janvier 1950 à Zwickau (Allemagne de l'Est) et mort le 9 novembre 2022 à Berlin (Allemagne), est un homme politique allemand, élu député européen de 2009 à 2014.

## Biographie
Alors citoyen de l'Allemagne de l'Est, Werner Schulz rejoint le parti du Nouveau Forum au moment de die Wende en 1989 après avoir fréquenté les milieux pacifistes au cours des années 1980. Il est élu à la Chambre du peuple à la suite des seules élections législatives libres organisées en RDA en mars 1990. À la suite de la réunification allemande, il rejoint le Bundestag le 3 octobre 1990. Il devient porte-parole de l'Alliance 90, parti créé en 1991 sur les bases du Neues Forum. En 1993, il participe à la fusion entre l'Alliance 90 et Die Grünen qui conduit à la création de l'Alliance 90/Les Verts.
Il siège au Parlement fédéral jusqu'aux élections fédérales de 2005, provoquées par la mise en minorité volontaire de Gerhard Schröder. Werner Schulz s'était alors opposé à cette manœuvre.
Membre du parlement européen à partir de 2009, il siège au sein du groupe des Verts/Alliance libre européenne. Il est membre de la commission des affaires étrangères. Il est vice-président de la délégation à la commission de coopération parlementaire UE-Russie.
Il est officier de l'ordre du Mérite de la République fédérale d'Allemagne.
Le 9 novembre 2022, il meurt soudainement alors qu'il assiste à un événement commémoratif ayant lieu dans la résidence officielle du président.